# Језид II
Језид II или Језид ибн Абд ел Малик (арап. يَزِيد ٱبْن عَبْد الْمَلِك; Дамаск, 687 — Ирбид, 28. јануар 724) је био омејадски калиф (720—724). Владавину су му обележили унутрашњи сукоби и бројне побуне у Калифату.

## Биографија
Језид је био син омејадског калифа Абд ел Малика и Атике, кћерке калифа Језида I. На место калифа дошао је 720. године, после смрти свог зета и брата од стрица, Омара II. Одмах по доласку на престо био је приморан да поново уведе порез који су плаћали неарапски муслимани, поништивши одлуку свог претходника да би државу спасао од банкротства. Због ове мере је Језид постао непопуларан и избила је побуна међу новим верским преобраћеницима у Хорасану. Ствари су се закомпликовале кад им је притекао у помоћ Билге, каган Плавих Туркијаца, чиме је отпочео десетогодишњи сукоб турских и арабљанских снага на подручју Хорасана. Није само Хорасан био проблем. Побуне су биле захватиле и друге делове Калифата. Током 720. године у Ираку се побунио бивши гувернер Језид ибн ел Мухалаб, али је његова побуна брзо била угушена. Пограничне области трпеле су велики притисак. Нарочиту пометњу изазивали су Хазари својим упадима у Јерменију.
Упркос бројним проблемима, за време Језидове владавине је настављена експанзија Омејадског калифата на подручју западне Европе, али је дошло и до првих пораза. Под заповедништвом Ел Сама, гувернера Ал Андалуза, муслиманске снаге су дошле до обода визиготских земаља, у непосредну близину франачке Аквитаније. Међутим, аквитански војвода Одо га је поразио и убио у бици код Тулузе 721. године. Затим су следеће године астуријске трупе победиле муслимане у бици код Ковадонге, што се узима за почетак Реконкисте.
Византијски извори говоре о едикту којим је Језид 722./723. године наредио уништавање хришћанских икона на територији свог царства. Уствари није се радило само о уништавању хришћанских икона него и свих култних слика које су представљале жива бића. Овај потез је био од нарочитог значаја пошто је утицао на појаву иконоборства у Византији неколико година касније. Нарочито је контроверзно што је калиф настојао да строго примењује исламске забране приказивања људи, а сам је издавао новац са својим ликом.
За време Језидове владавине бројни Јевреји су, бежећи од прогона под царем Лавом III у Византији, нашли уточиште на територији Калифата.
Језид је умро од туберкулозе 28. јануара 724. године у Ирбиду. Наследио га је брат Хишам. Иза себе је оставио најмање два сина, будућег калифа Ел Валида II и Ел Гамра. Упркос својој разумној фискалној политици, остао је упамћен као декадентан калиф, склон уживањима у харему.